# Sceloporus edbelli
Espèce
Synonymes
- Sceloporus undulatus belli Smith, Chiszar & Lemos-Espinal, 1995
- Sceloporus belli Smith, Chiszar & Lemos-Espinal, 1995
- Sceloporus undulatus edbelli Smith, Chiszar & Lemos-Espinal, 1995

Sceloporus edbelli est une espèce de sauriens de la famille des Phrynosomatidae.

## Répartition
Cette espèce est endémique du Mexique. Elle se rencontre dans les États de Chihuahua,du Durango et du Coahuila.

## Description
C'est un saurien ovipare.

## Étymologie
Cette espèce est nommée en l'honneur d'Edwin Lewis Bell.

## Publication originale
- Smith, Chiszar, Lemos-Espinal, 1995 : A new subspecies of the polytypic lizard species Sceloporus undulatus (Sauria. Iguanidae) from Mexico. Texas Journal of Science, vol. 47, no 2, p. 117-143.